# 钟时珍
钟时珍（1962年—），女，安徽省特级教师，享受国务院特殊津贴专家，中华人民共和国教育人物、中学校长。

## 生平
1984年毕业于安徽师范大学中文系。曾任安徽省宁国中学高中部任语文教师，宁国中学高中部常务副校长。2013年7月，担任宁国中学校长。

## 奖励与荣誉
曾获全国中语会“优秀教师”，安徽省“江淮好教师”，“宣城地区优秀教师”、“巾帼百优”、“三八红旗手”、“十大女杰”和“宁国市优秀教师”等荣誉称号。2004年被评为“全国模范教师”。2015年，获评“宝钢杯”全国杰出中小学中青年教师。

## 社会兼职
宣城市人大代表，宁国市政协委员，宣城市语文教育学会常务理事，宁国市教育学会中学语文教学专业委员会副理事长。